# Klosz

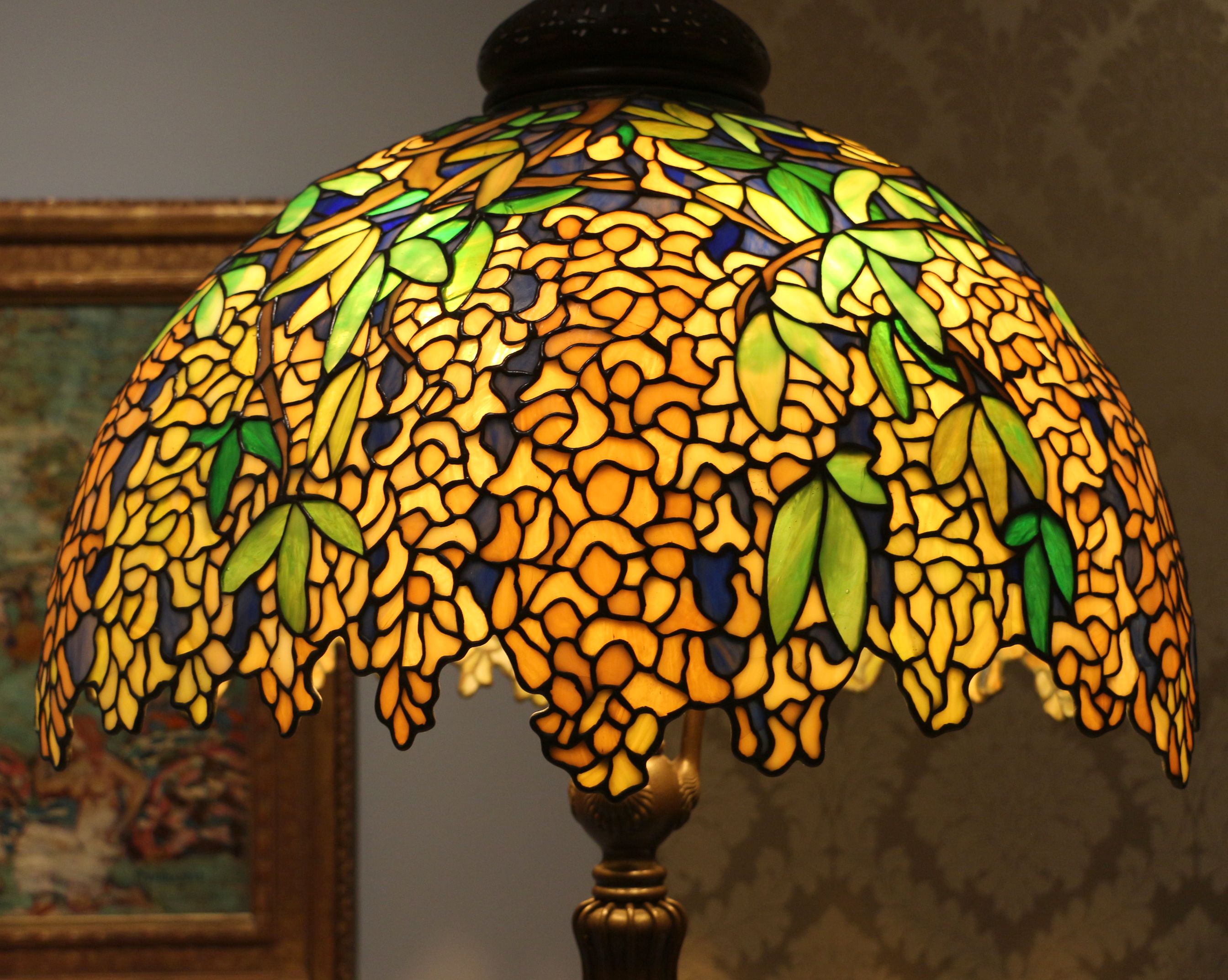
Klosz lampy zbudowany z kawałków barwnego szkła

Klosz – element oprawy oświetleniowej wykonany z materiału częściowo lub całkowicie przepuszczającego światło. Główną funkcją kloszy jest ochrona źródła światła. Ponadto klosze z materiałów częściowo przepuszczających światło mają własności rozpraszające światło, dzięki czemu mogą redukować luminację i kształtować rozsył światła. 
Klosze wykonywane są zwykle z różnych rodzajów szkła. Klosze wykonane z tkanin nazywane są abażurami. Klosz mocowany jest za pomocą gwintu, zaczepu, zatrzasku itp. Wyróżnia się klosze ozdobne i proste.